# Ukřižovaný z Třeboně
Ukřižovaný Kristus (kolem r. 1380) z augustiniánského klášterního kostela sv. Jiljí a Panny Marie Královny v Třeboni patří k nejvýznamnějším sochařským památkám z konce panování Karla IV. Byl součástí souboru soch, který je připisován pražské sochařské dílně Mistra žebrácké madony. Socha Ukřižovaného je vystavena ve stálé expozici Alšovy jihočeské galerie v Hluboké nad Vltavou.

## Historie
Krucifix byl původně umístěn nejspíše na triumfálním oblouku mezi hlavním dvojlodím a kněžištěm kostela sv. Jiljí v Třeboni, spolu se sochami sv. Jana Evangelisty (nyní Národní galerie v Praze) a Panny Marie (nezachována). Před rokem 1947 byla socha zapůjčena do Krajského vlastivědného muzea v Českých Budějovicích a odtud roku 1953 převedena do Alšovy jihočeské galerie v Hluboké nad Vltavou.

## Popis a zařazení
Plná socha ze smrkového dřeva se zachovanou původní polychromií, výška 161 cm. Pravá noha nese stopy ohoření a je proto pravděpodobné, že po nějaký čas byla socha instalována na oltáři nebo samostatně v chrámovém prostoru v dosahu svíček. Restauroval Bohuslav Slánský (1948, 1958).
Postava Krista se vyznačuje formální vytříbeností a plně plastickým provedením, které respektuje tělesný objem a anatomické detaily. Od expresivních mystických krucifixů z první poloviny 14. století se Kristova hlava liší klidným výrazem tiché bolesti a lyričností idealizované tváře. Vous je uprostřed rozdělený a stejně jako dlouhé stočené prameny vlasů a trnová koruna ornamentálně stylizovaný. Bederní rouška s vroubkovaným lemem je na pravém boku přeložena a na levém zavázána uzlem. Záhyby drapérií sochy Krista a sv. Jana naznačují obeznámenost sochaře s malířským dílem Mistra Třeboňského oltáře. Představují jeden z předstupňů nebo spíše řezbářský protějšek opukových soch krásného slohu.
Socha má zachovanou původní polychromii. Kristova rána na boku ze které vytékají dlouhé prameny krve až na roušku a pravou nohu je široce rozevřená a zvýrazněná krvavými skvrnami, které ji obkružují. Kapky krve stékají také na Kristovo čelo a tvář pod trnovou korunou. Pohled pootevřených očí směřující dolů navozuje pocit, že Kristus nezemřel, ale promlouvá k věřícím. Celé pojetí sochy je zpřítomněním Ježíšovy oběti, zvýrazňuje její eucharistický smysl a poukazuje k mešní oběti a oltářní svátosti.

### Detaily

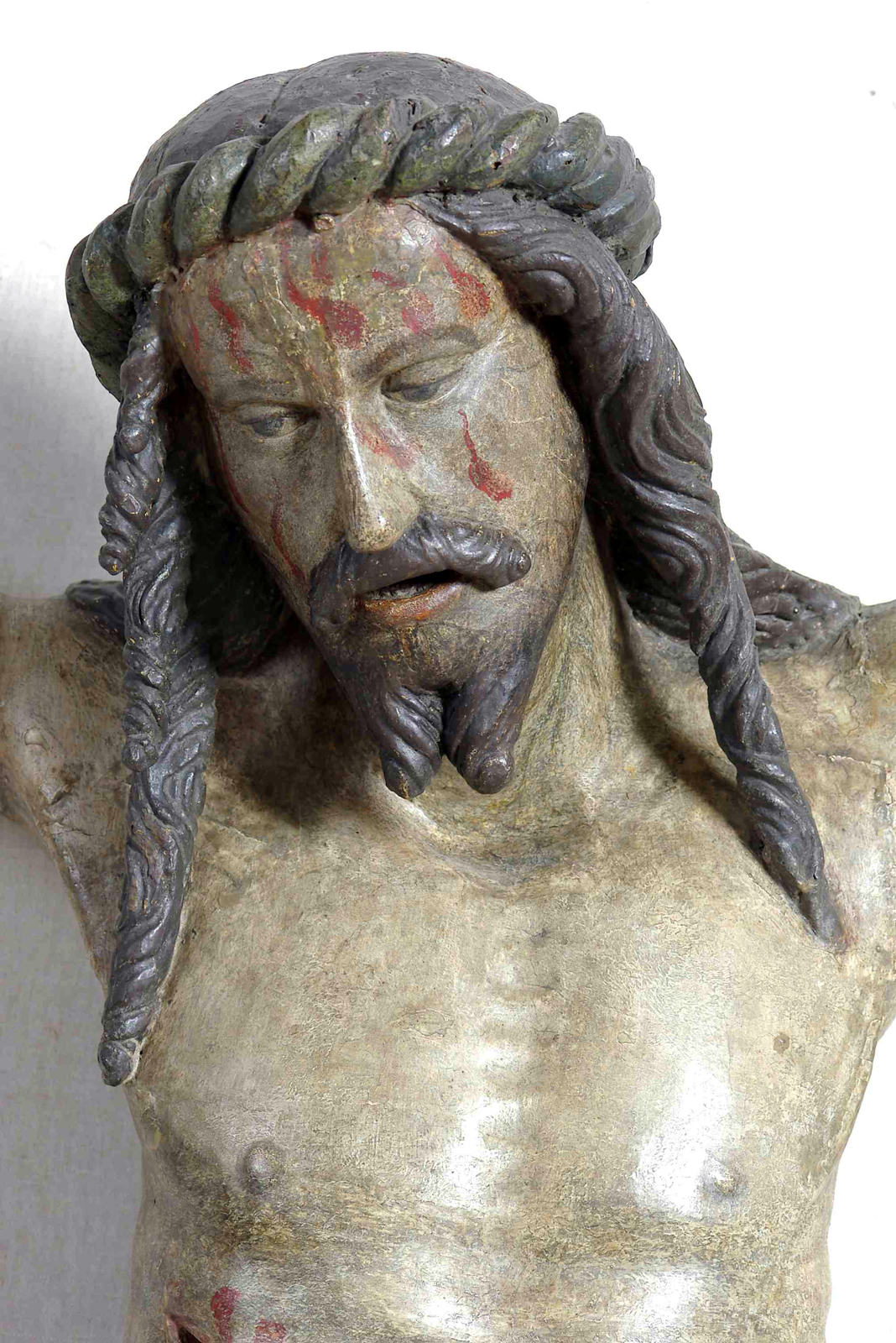
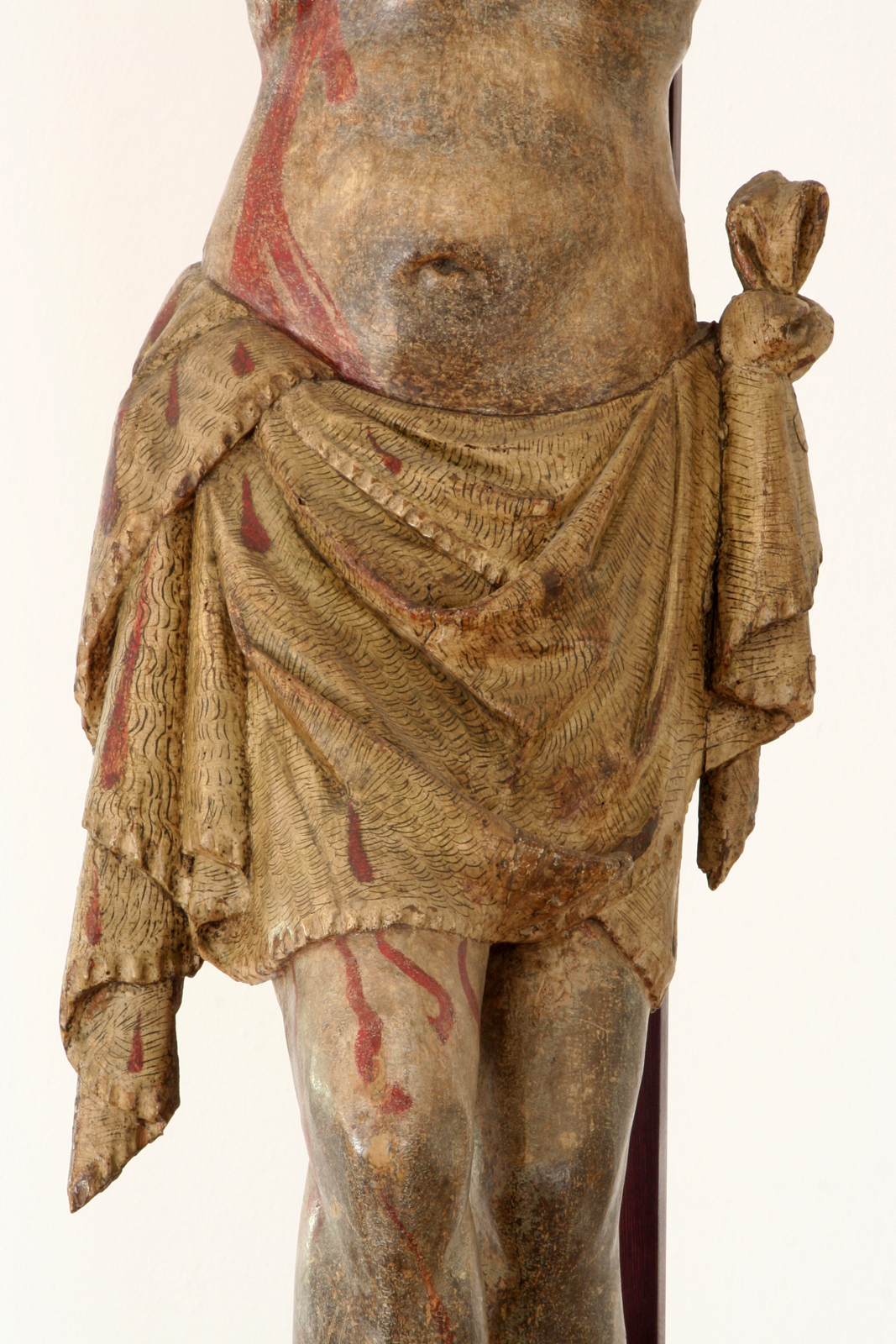

### Příbuzná díla
- Sv. Jan Evangelista (kolem 1380), Národní galerie v Praze
- Madona ze Žebráku (kolem 1380), Národní galerie v Praze
- Madona z kostela Panny Marie Sněžné v Olomouci (kolem 1380), Muzeum umění Olomouc[5]

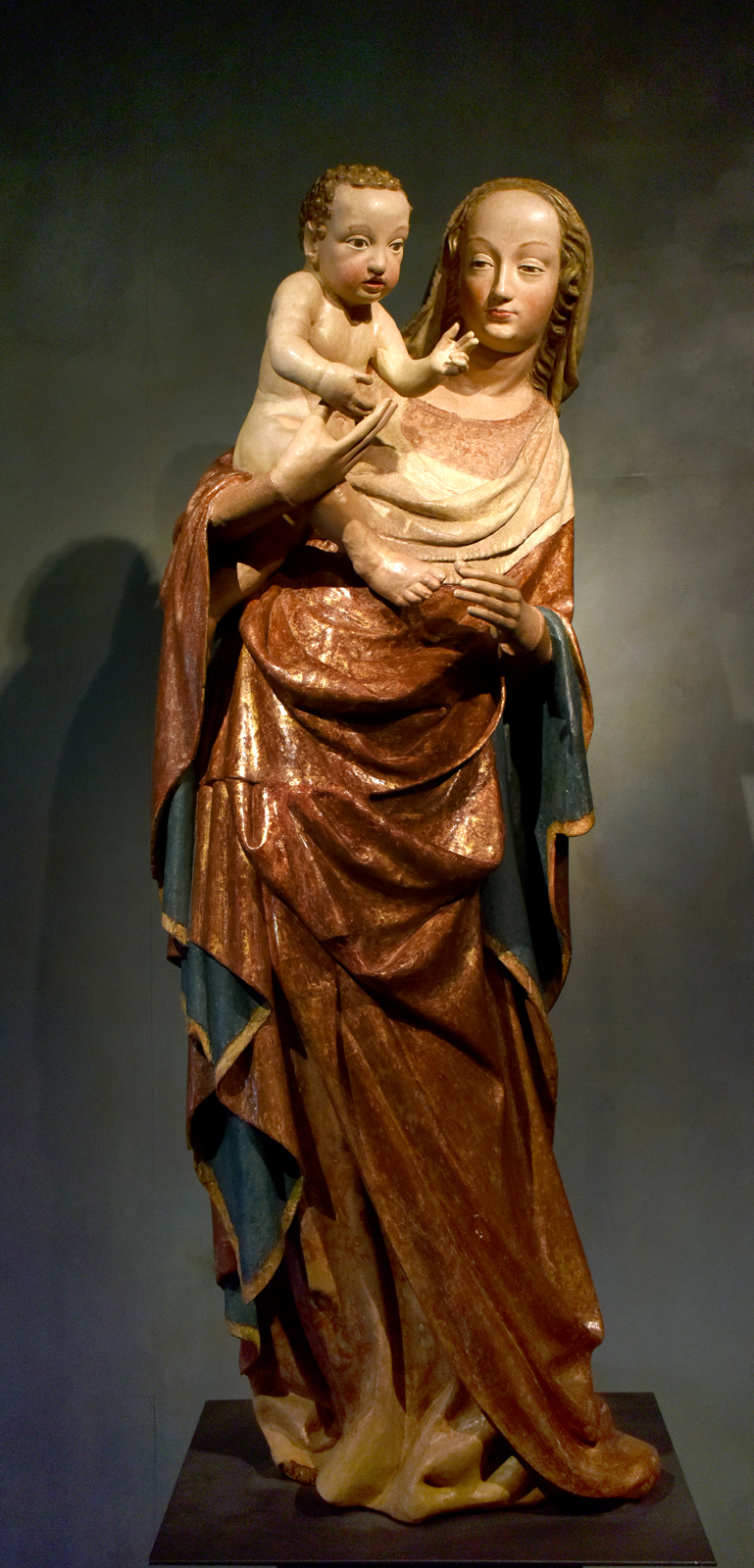
Madona ze Žebráku (kolem 1380), Národní galerie v Praze
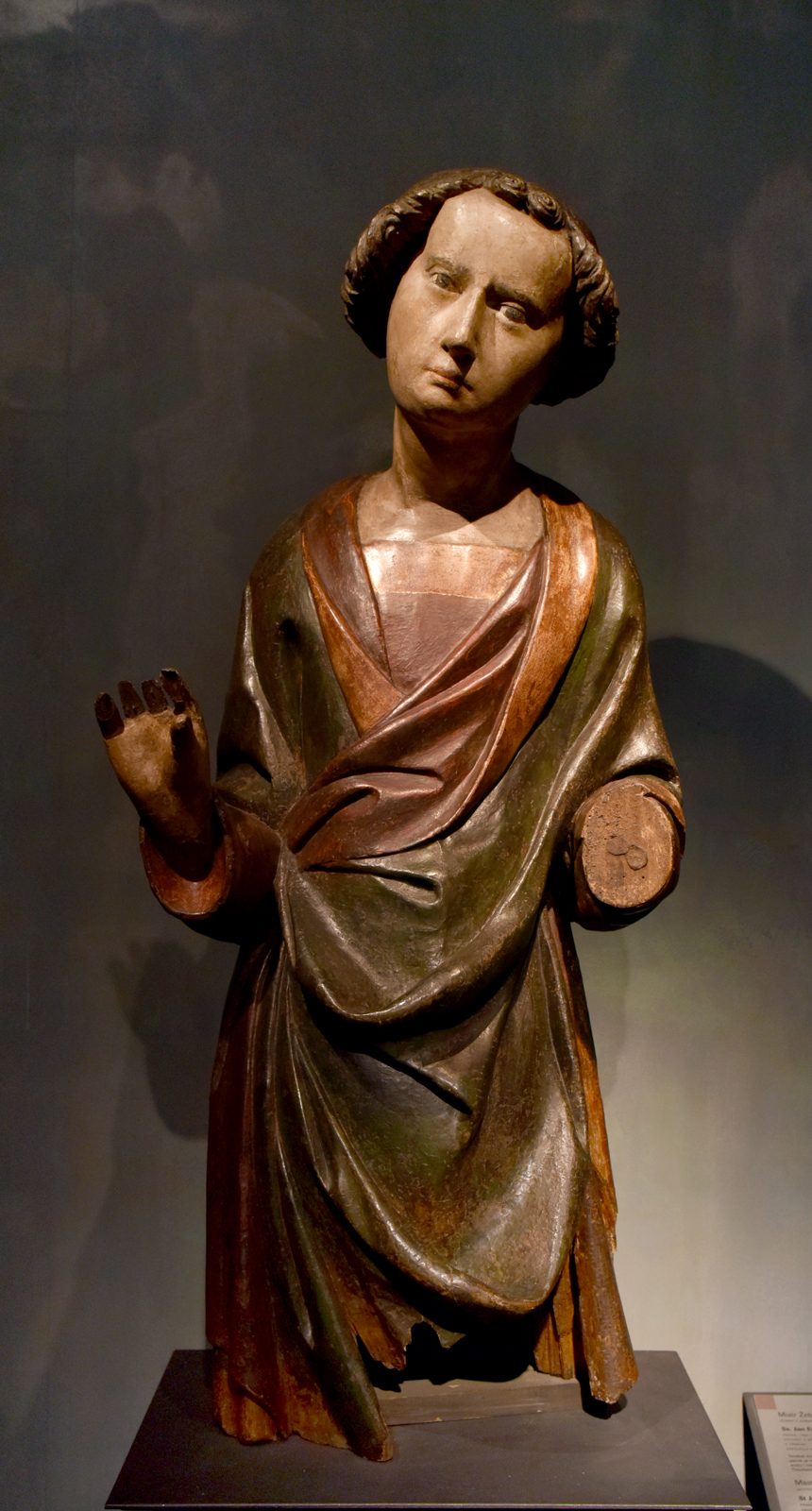
Sv. Jan Evangelista z Třeboně, Mistr Madony ze Žebráku (1380-1390), Národní galerie v Praze